# Pedicularis ganpinensis
Pedicularis ganpinensis är en snyltrotsväxtart som beskrevs av Eugène Vaniot. Pedicularis ganpinensis ingår i släktet spiror, och familjen snyltrotsväxter. Inga underarter finns listade i Catalogue of Life.